# 澳洲豬海龍
澳洲豬海龍（学名：Choeroichthys latispinosus），为輻鰭魚綱棘背魚目海龍魚科豬海龍屬的其中一種，該物種分布於澳洲西部海域，棲息深度可達8公尺，棲息在珊瑚礁區，卵胎生。